# Javierre del Obispo
Javierre del Obispo (arag. Xabierre-Cuarnas) – miejscowość w Hiszpanii, w Aragonii, w prowincji Huesca, w comarce Alto Gállego, w gminie Biescas.
Według danych INE z 1991 roku miejscowość zamieszkiwały 4 osoby. Wysokość bezwzględna miejscowości jest równa 872 metry. Kod pocztowy do miejscowości to 22613.